# FLAGS
FLAGS (フラツグス?, Furatsugusu) è una serie manga scritta e disegnata da Satoshi Ueda tra maggio e dicembre 2009, pubblicata sulle pagine di Shonen Rival della Shūeisha.

## Trama
Il grande impero di Ouka che occupa un terzo del mondo indice ogni otto anni un grande torneo tra tutti i paesi del mondo in modo da appianare con esso qualsiasi conflitto e far regnare sovrana la pace in tutto il mondo. Al torneo partecipano solitamente squadre composte da cinque combattenti chiamati Patrioti. 
Kurō, un giovane ragazzo del regno di Tōto, viene scelto come quinto patriota in sostituzione di suo padre, deceduto durante il precedente torneo. 

## Personaggi
- Kurō Akazome: il protagonista, giovane ragazzo del regno di Tōto con una straordinaria forza nelle braccia e soprattutto nelle dita delle mani. Viene scelto come quinto Patriota del suo regno in sostituzione del padre, deceduto nel torneo precedente. Brandisce la Bansantō, appartenuta al padre, consistente in una semplice sbarra di ferro in cui sono incisi otto buchi, ciascuno dei quali conferisce alla spada una forma differente. In tutto il manga vengono rivelate solamente le prime due, create con l'immaginazione di Kurō, ossia una spada e un arco.

- Tsubame Akazome: il padre di Kurō, morto nel precedente torneo.

- Seiryumaru: capo dei patrioti di Tōto, indossa sempre una maschera. Fa parte di un'importante famiglia dove il leader assume sempre il nome "Seiryumaru" per proteggere il regno.

- Nishiki: colui che ha riunito i patrioti del regno ed ha partecipato al precedente, vedendo morire Tsubame con i suoi occhi. Pare non essersi ripreso ancora completamente dalle fatiche dei combattimenti, tanto che si vede molto spesso tossire sangue.

- Usagi Kagura: una dei patrioti, in battaglia utilizza una gigantesca bambola che grazie al magnetismo può potenziarsi utilizzando i materiali circostanti.

- Kikuro Kagura: fratello di Usagi, in battaglia sfrutta un ombrello. Nel regno di Tōto è un apprezzato attore.

- Nagasu: un pompiere di Edo e patriota, da bambino salvò suo fratello minore dall'incendio che devastò la loro casa. In battaglia utilizza un grande martello, utilizzato anche dai pompieri nelle loro manovre.

## Volumi
| Nº | Titolo italiano | Data di prima pubblicazione           | Data di prima pubblicazione             |
| Nº | Titolo italiano | Giapponese                            | Italiano                                |
| 1  | FLAGS 1         | 2 ottobre 2009 ISBN 978-4-06-380074-6 | 15 ottobre 2011 ISBN 978-88-6468-553-3  |
| 2  | FLAGS 2         | 6 gennaio 2010 ISBN 978-4-06-380088-3 | 19 novembre 2011 ISBN 978-88-6468-554-0 |